# Rombies-et-Marchipont

Rombies-et-Marchipont este o comună în departamentul Nord, Franța. În 1 ianuarie 2022 avea o populație de 745 de locuitori.